# Hl. Markus (Majur)
Die Kirche Hl. Markus (serbisch-kyrillisch Црква Светог Апостола и Јеванђелиста Марка, Crkva Svetog Apostola i Jevanđelista Marka) ist eine serbisch-orthodoxe Kirche, in der Vorstadtsiedlung Majur, der Stadt Šabac, im westlichen Serbien.
Das von 1994 bis 1995 erbaute und dem Hl. Apostel und Evangelisten Markus geweihte Gotteshaus, ist die Pfarrkirche der Kirchengemeinde Majur und der Pfarreien Majur I bis III im Dekanat Šabac der Eparchie Šabac der serbisch-Orthodoxen Kirche. 
Die Pfarrei Majur umschließt die gleichnamige Vorstadtsiedlung und Teile der Stadt Šabac ein.

## Lage

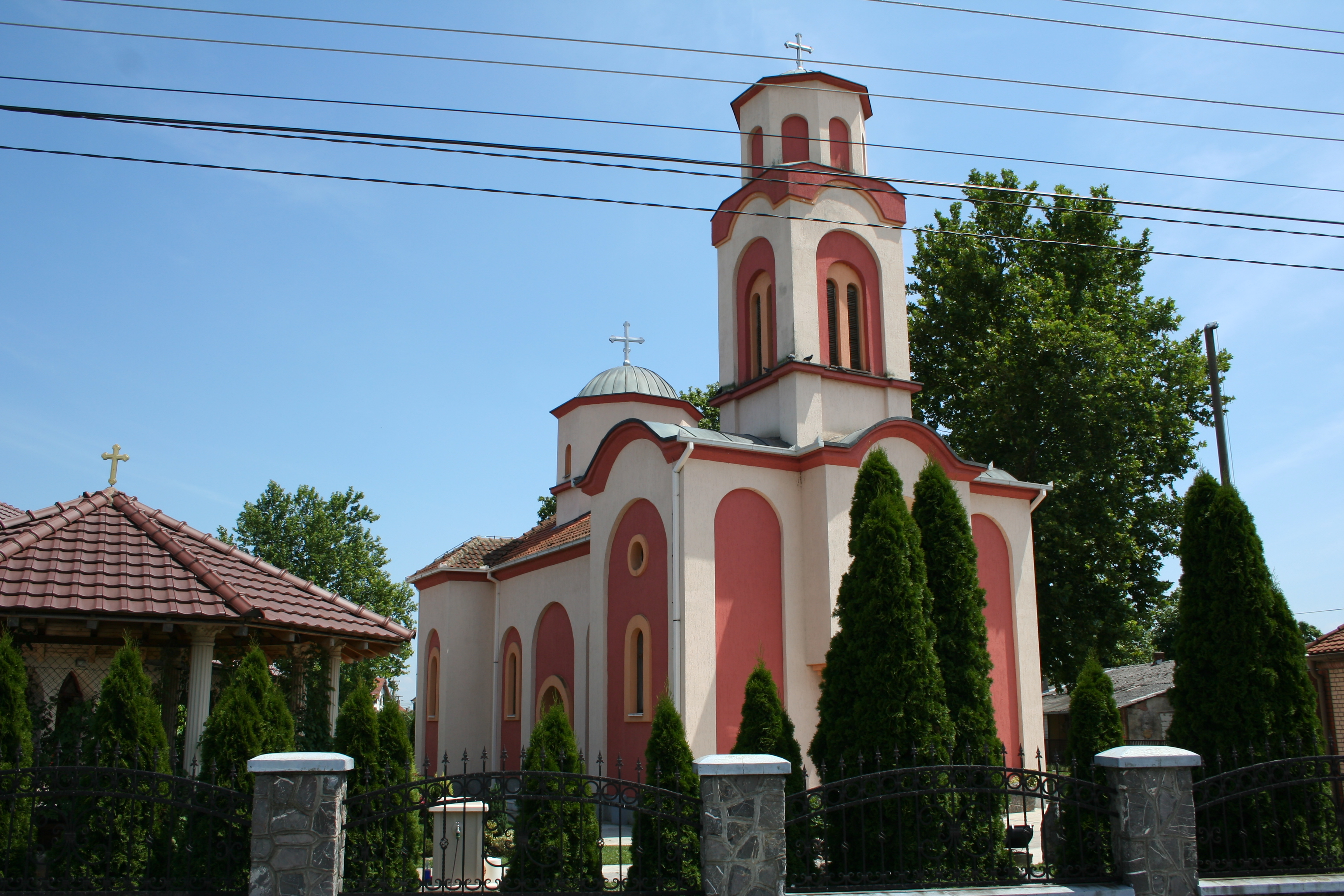
Seitenansicht der Kirche

Die Kirche steht im Zentrum von Majur, einer Vorstadtsiedlung der Stadt Šabac, in der geographischen Region Mačva im nordwestlichen Zentralserbien.
Sie steht an der Straße Ulica Cara Dušana, gegenüber der Kirche befindet sich der Park der Siedlung. In naher Umgebung der Kirche stehen auch die Grundschule Sveti Sava, der Kindergarten Suncokreti, die Post und die Eisenbahnhaltestelle von Majur.
Im umzäunten reich dekorierten Kirchhof mitsamt prächtigen Eingangstor, stehen neben der Kirche, auch eine kleine Kapelle zum Kerzen anzünden mitsamt Kirchladen, das Pfarrhaus, ein Kirchbrunnen und ein Sommerpavillon.

## Geschichte
Der Bau der Kirche begann am 31. Juli 1994 und wurde am 23. Juli 1995 fertiggestellt.
Die Kirche wurde zur Zeit des serbischen Patriarchen Pavle und des Bischofs der damaligen Eparchie Šabac-Valjevo, Lavrentije, erbaut.
Zu den Ktitoren (Stiftern) der Kirche gehören neben den Gläubigen, auch die Kirchengemeinde Majur, die lokale Gemeinschaft Majur und die Baufirma des Mladen Jovanović. In der Kirche befindet sich eine Gedenktafel zu den wichtigsten zeitlichen Bauangaben, den damaligen Pfarrpriestern und den Ktitoren.
Das Gotteshaus wurde 1995 vom Bischof Lavrentije feierlich eingeweiht.
Derzeitiger Priester der Pfarrei Majur I ist Dragan Kuzmanović, Priester der Pfarrei Majur II ist der Erzpriester Aca Arsenović und der Erzpriester Vlada Jevtić ist der Priester der Pfarrei Majur III.

## Architektur
Die einschiffige Kirche mit einer halbrunden Altar-Apsis im Osten, einer Rundkuppel über der Mitte des Naos, kleinen rechteckigen Seitenchören im östlichen Naos und einem Kirchturm mitsamt einem Narthex und einem Säuleneingangsportal im Westen, ist im Architekturstil des Neobyzantismus, genauer im Serbisch-byzantinischen Baustil erbaut.
Die Kirche besitzt einen Haupteingang an der Westfassade über dem sich eine Freske von Jesus Christus befindet und einen Nebeneingang an der Südseite.
Die Kirche besitzt typisch für orthodoxe Kirchen eine große (reich verzierte hölzerne) Ikonostase mitsamt Ikonen. Sie ist mit künstlerisch wertvollen byzantinischen Wandfresken bemalt. Im westlichen Kirchenschiff ist auch ein Chorbalkon untergebracht.

## Galerie

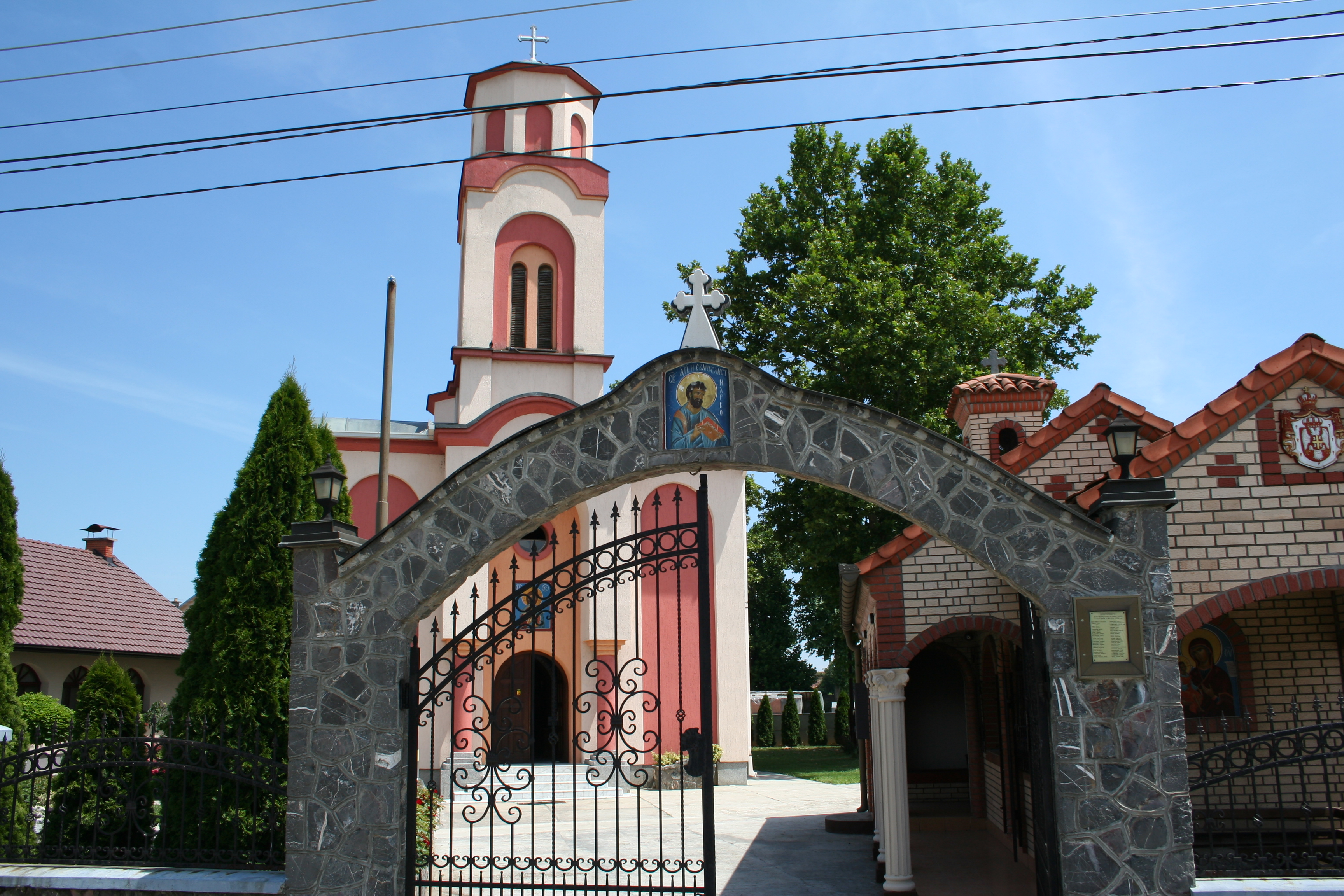
Das Eingangsportal und die Kapelle
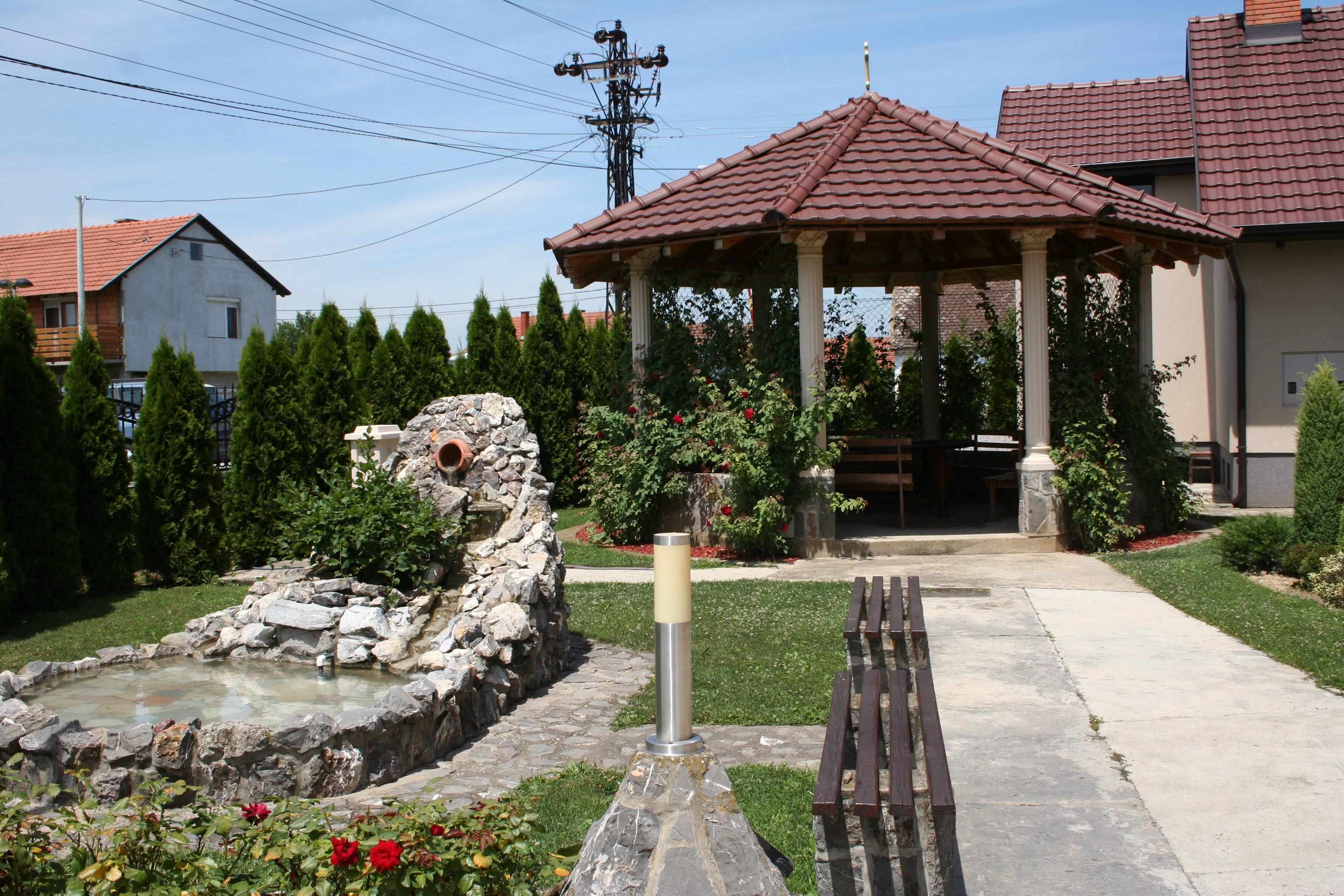
Sommerpavilion und dekorative Quelle
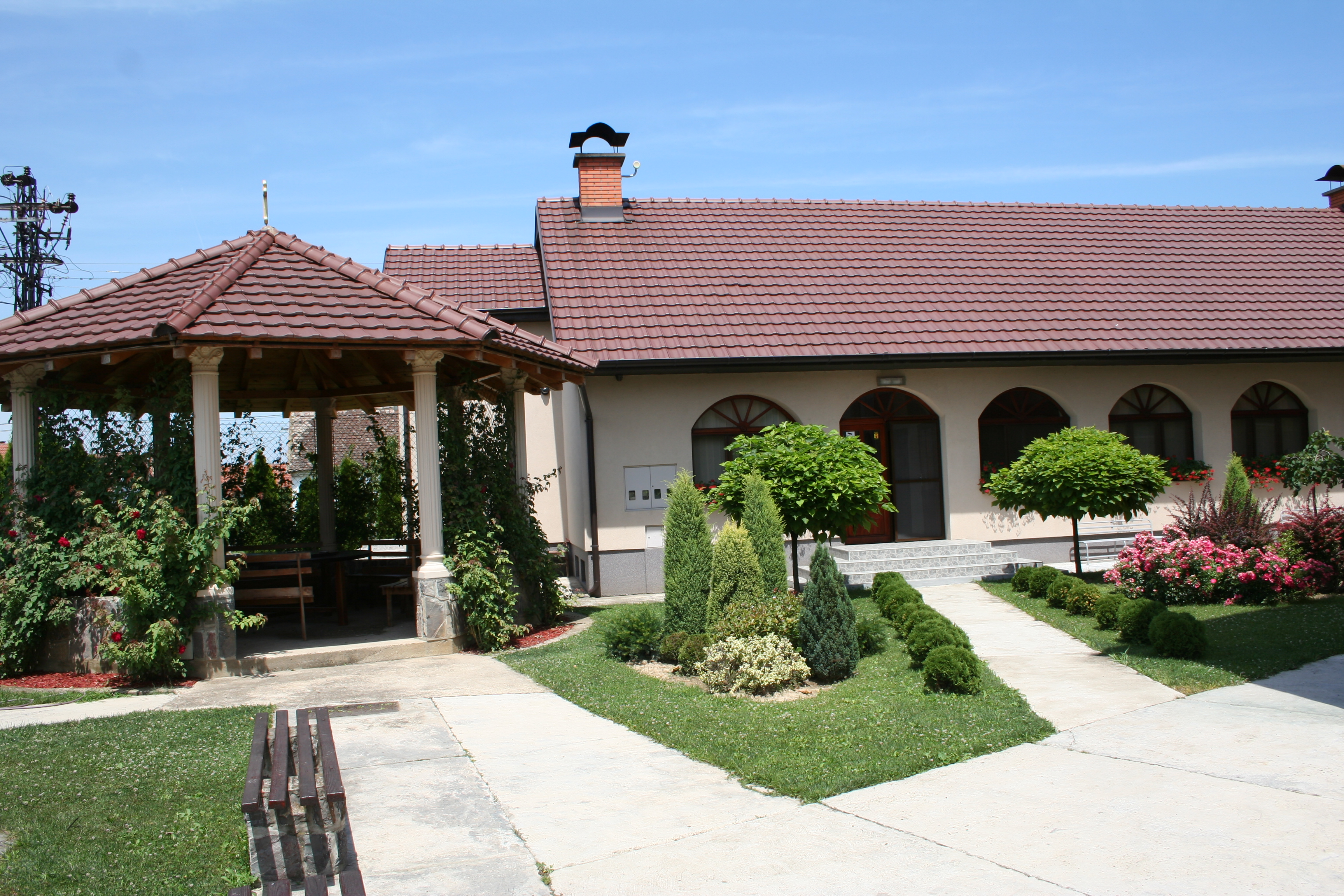
Das Pfarrhaus im Kirchhof
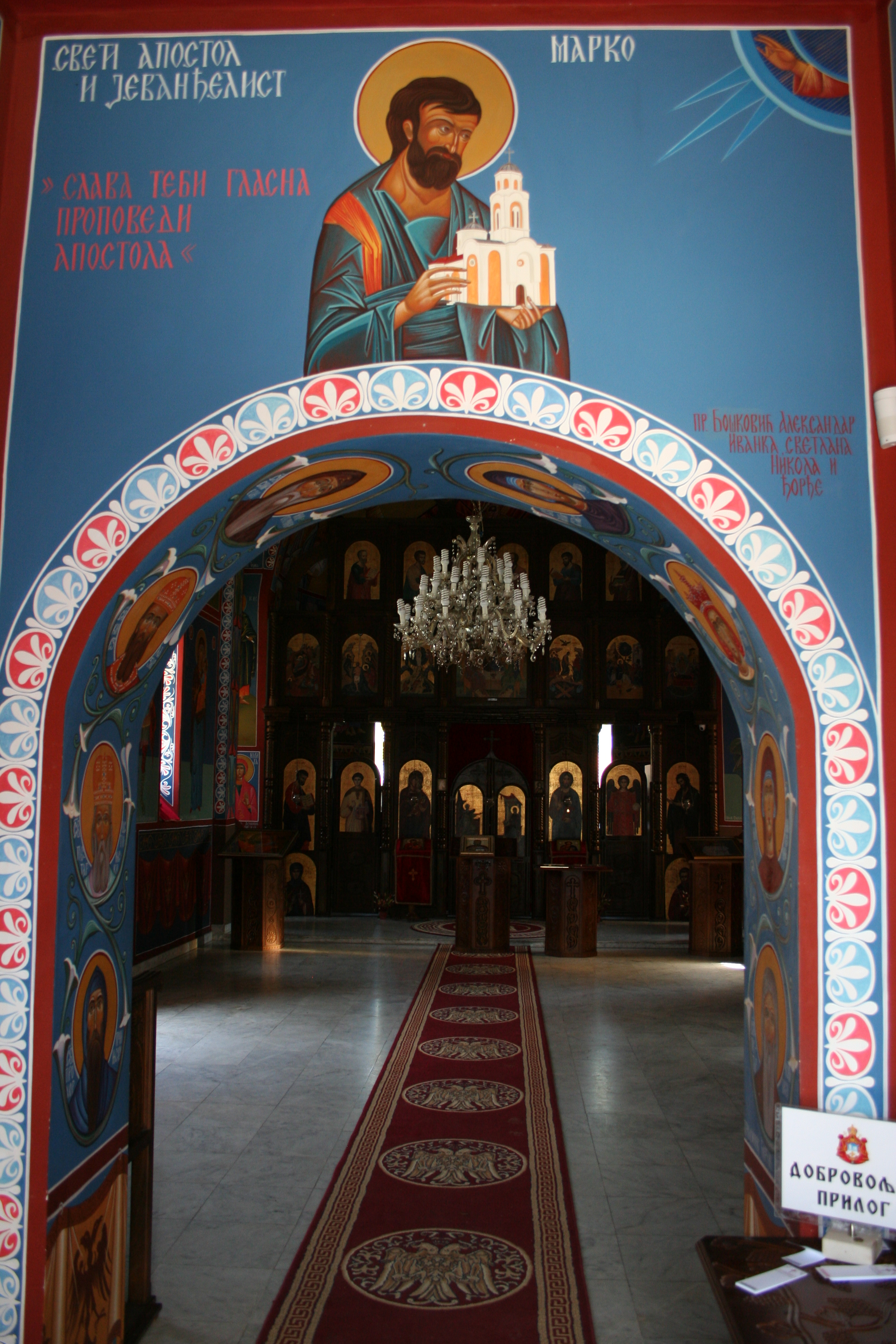
Das Fresko des Hl. Markus
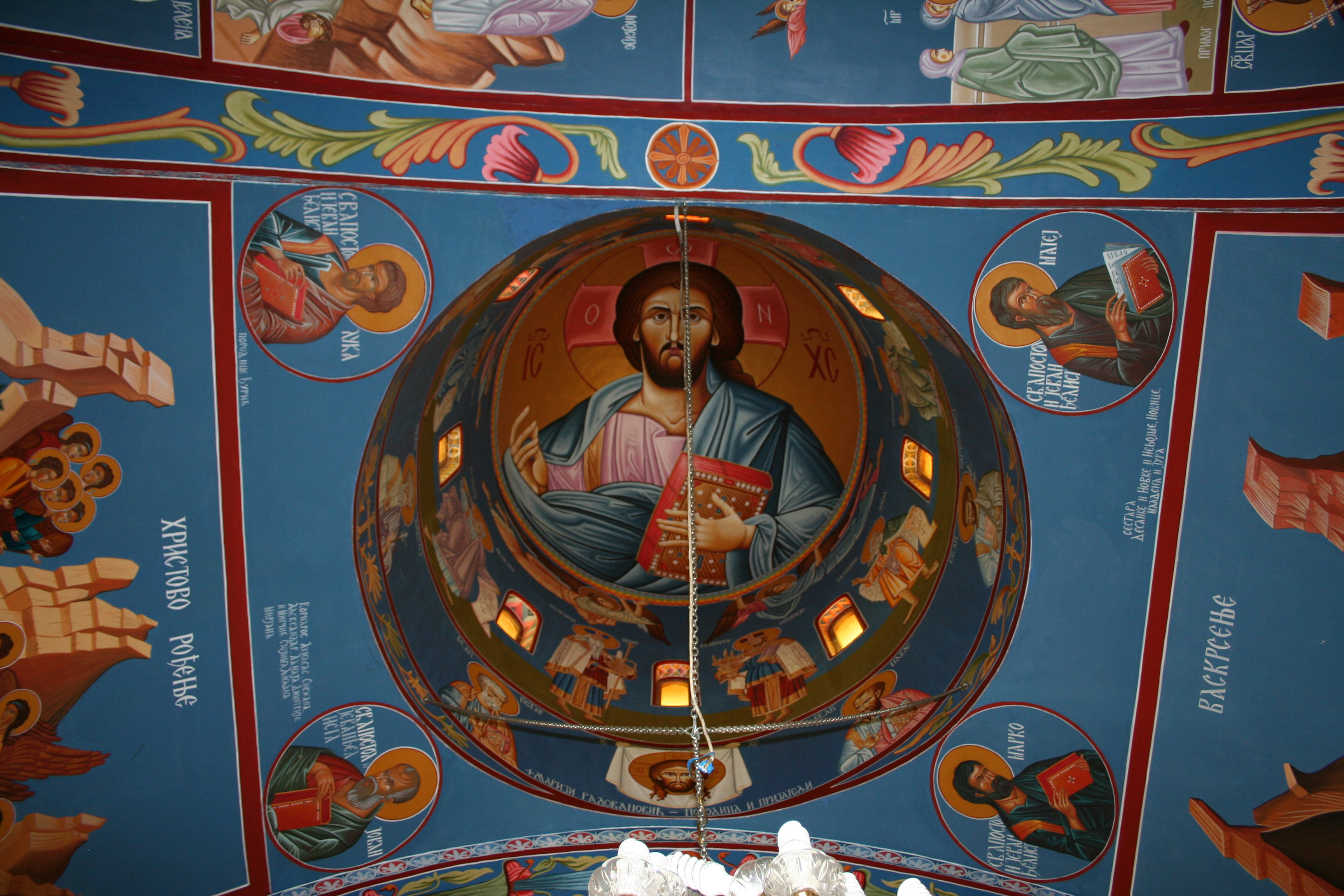
Fresko des Christus Pantokrator im Kuppelraum
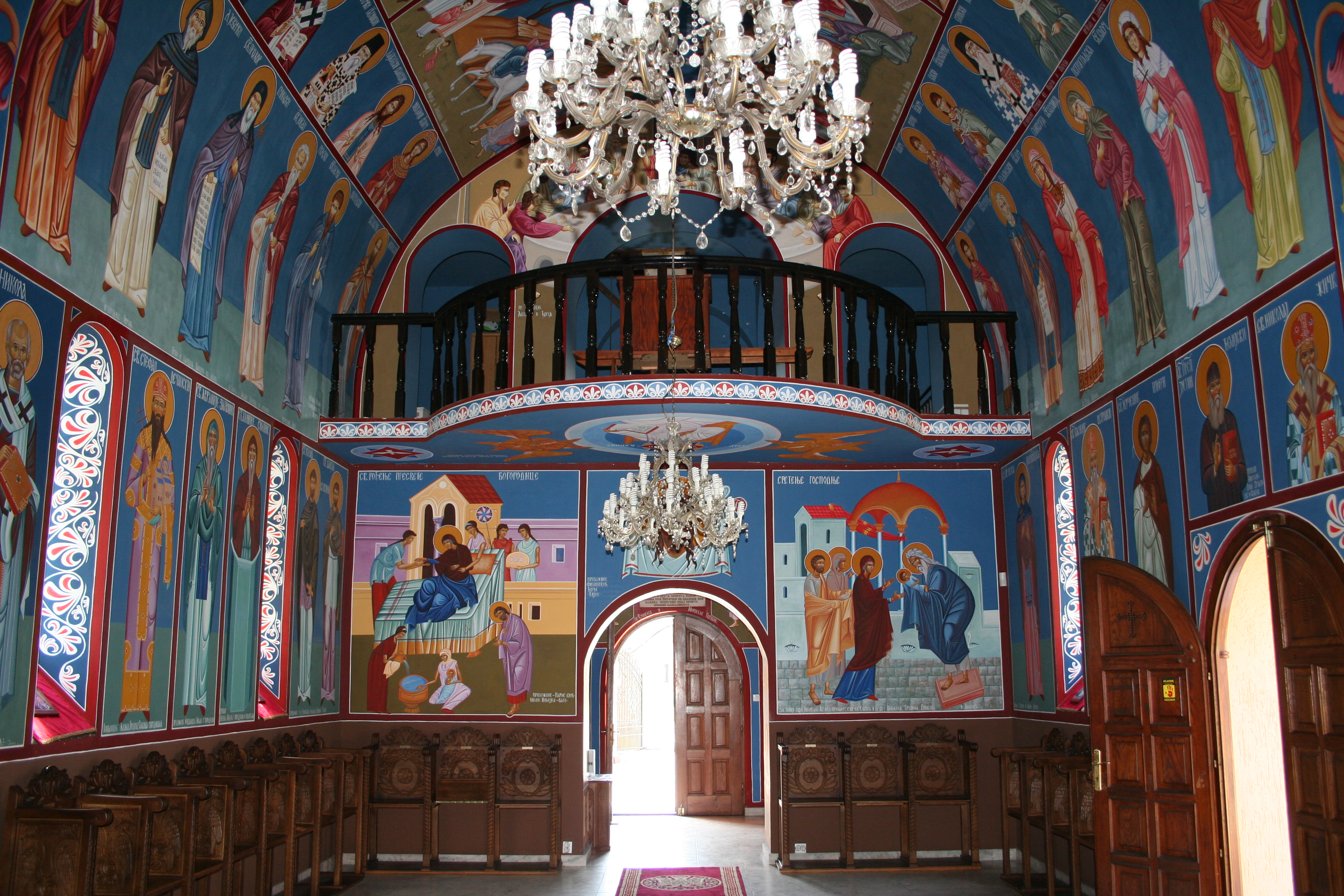
Der Naos und der Chorbalkon
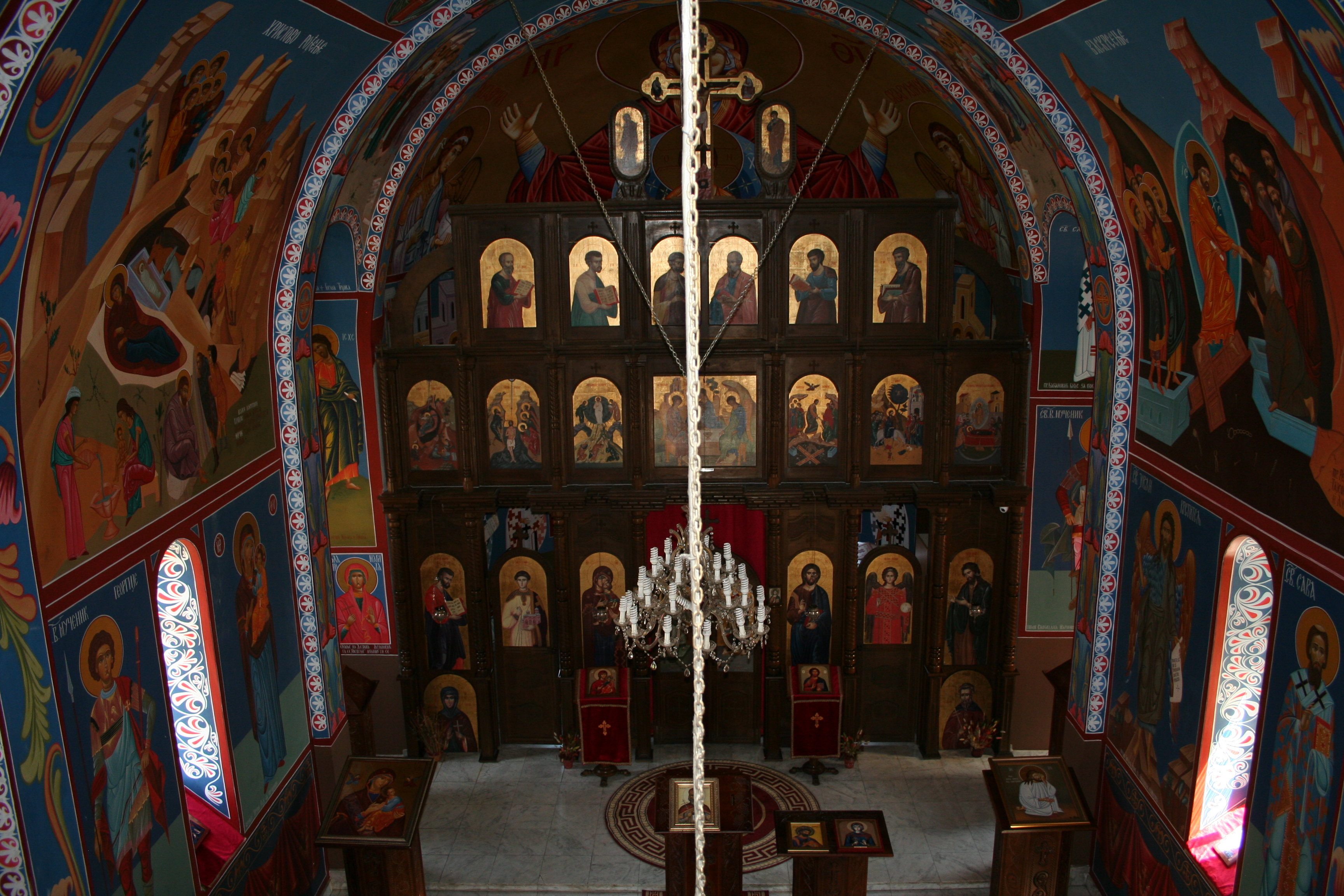
Blick vom Balkon auf die Ikonostase und Ikonen
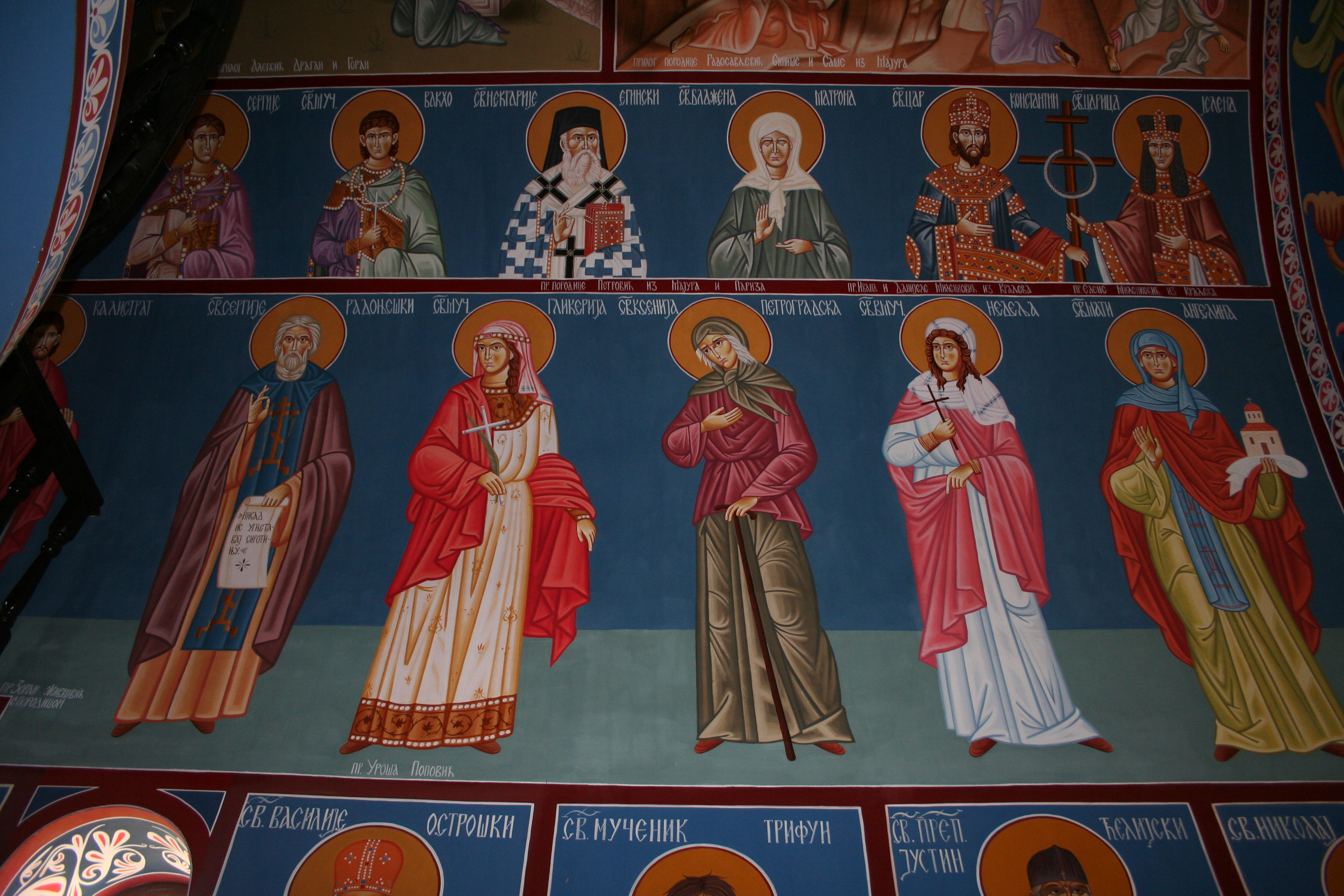
Fresken mit den Abbildungen von vielen Heiligen